# Bồng chanh
Bồng chanh (danh pháp hai phần: Alcedo atthis), còn có tên gọi chim bói cá sông, là một loài chim bói cá nhỏ với 7 phân loài phân bố rộng rãi dọc khắp đại lục Á-Âu, Bắc Phi và một số đảo thuộc châu Đại Dương. Nơi sinh sống của loài này là rộng, nhưng di cư đến các khu vực không đóng băng trong mùa đông.

## Mô tả
Loài chim này thường có đuôi ngắn, đầu lớn, lưng màu xanh, bụng màu cam và mỏ dài. Nó chủ yếu săn bắt cá bằng cách bổ nhào và lặn dưới nước, và mắt có khả năng nhìn con mồi dưới nước. Trứng của loài này có màu trắng bóng, trong tổ đào ở bờ sông.

## Phân bố
Loài này có phân bố rộng, từ châu Âu và Bắc Phi qua châu Á tới các đảo thuộc châu Đại Dương.

## Phân loài
Hiện tại người ta công nhận 7 phân loài/chủng, bao gồm:
- A. a. atthis (Linnaeus, 1758): Miền nam Tây Ban Nha và miền bắc châu Phi về phía đông ới miền trung Siberia, tây bắc Trung Quốc và tây bắc Ấn Độ.
- A. a. bengalensis Gmelin, JF, 1788: Từ miền trung Ấn Độ tới đông nam Siberia, Nhật Bản và Đông Nam Á.
- A. a. floresiana Sharpe, 1892: Bali, Lombok tới Wetar và Timor (Sunda Nhỏ).
- A. a. hispidoides Lesson, RP, 1837: Sulawesi, Moluccas, đông và đông nam New Guinea, quần đảo D'Entrecasteaux, quần đảo Louisiade (đông đông nam New Guinea), quần đảo Bismarck tới đảo san hô vòng Nissan (đông New Britain).
- A. a. ispida Linnaeus, 1758:Từ miền nam Na Uy, đảo Anh, miền bắc Tây Ban Nha tới miền tây Nga.
- A. a. salomonensis Rothschild & Hartert, EJO, 1905: Buka tới Makira (bắc tới đông nam quần đảo Solomon, nhưng không có ở quần đảo Nggela hoặc phần lớn các đảo nằm xa hơn ngoài đó).
- A. a. taprobana Kleinschmidt, 1894: Miền nam Ấn Độ và Sri Lanka.

## Thư viện ảnh

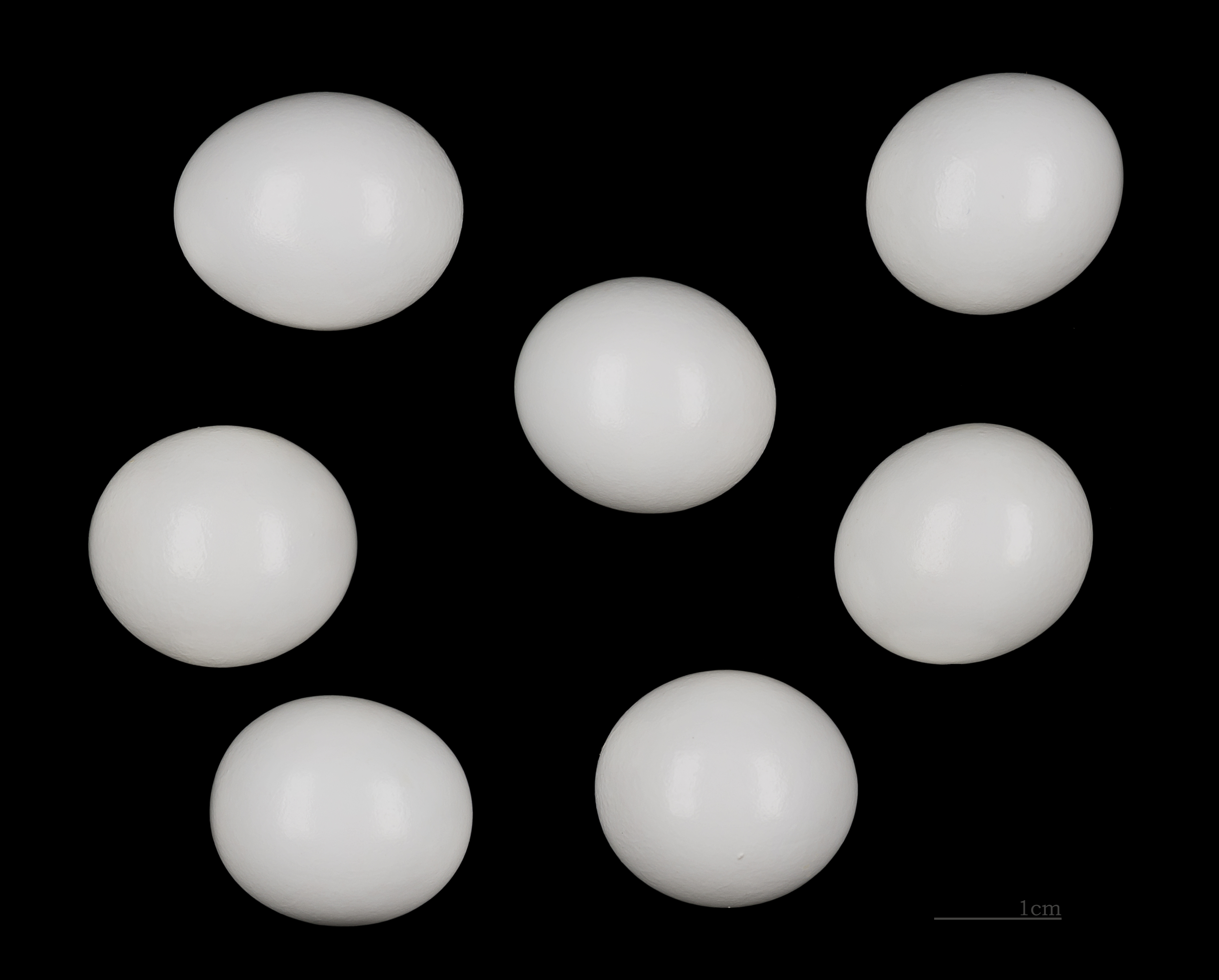
Trứng của Alcedo atthis.
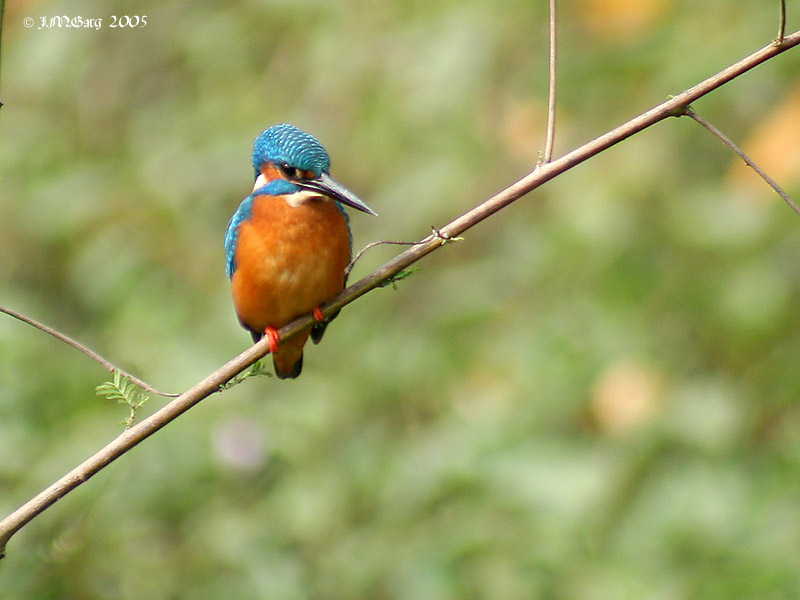
Phân loài bengalensis ở Kolkata, Tây Bengal, Ấn Độ.
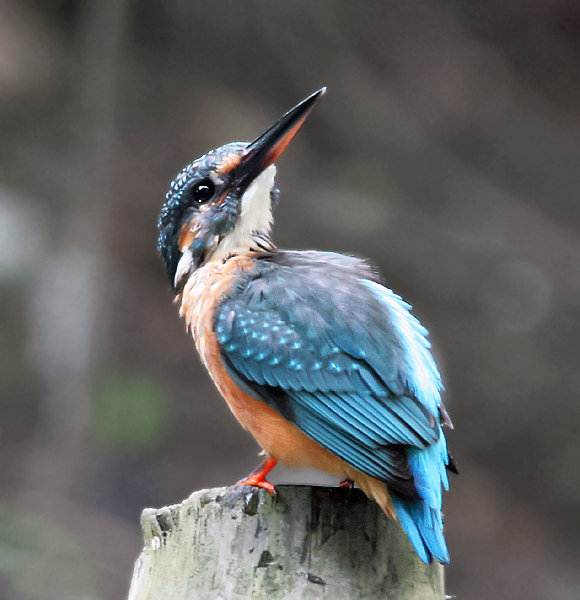
Phân loài bengalensis ở Kolkata, Tây Bengal, Ấn Độ.
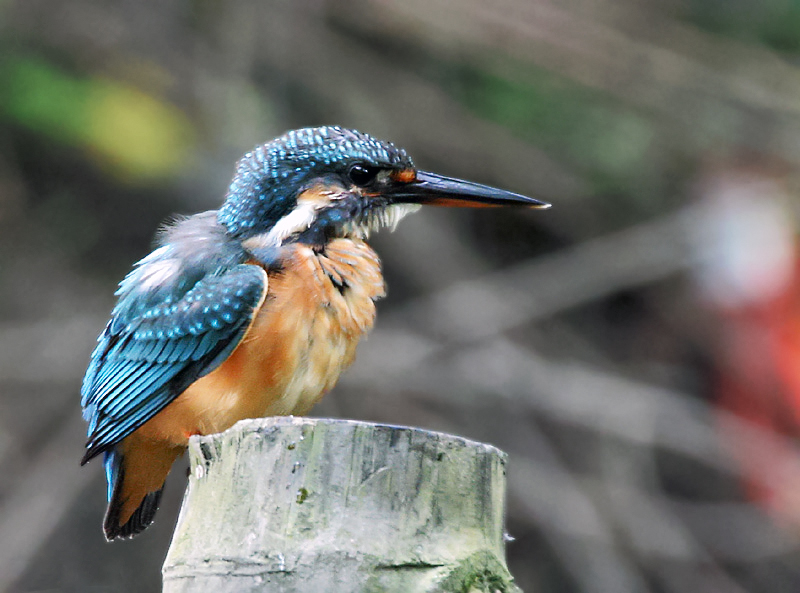
Phân loài bengalensis ở Kolkata, Tây Bengal, Ấn Độ.
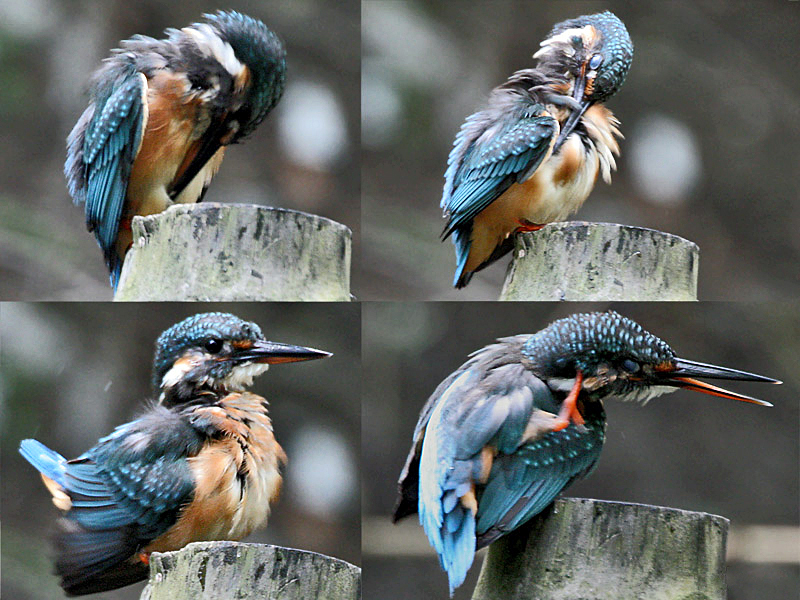
Phân loài benghalensis đang tắm và rỉa lông ở Kolkata, West Bengal, Ấn Độ.
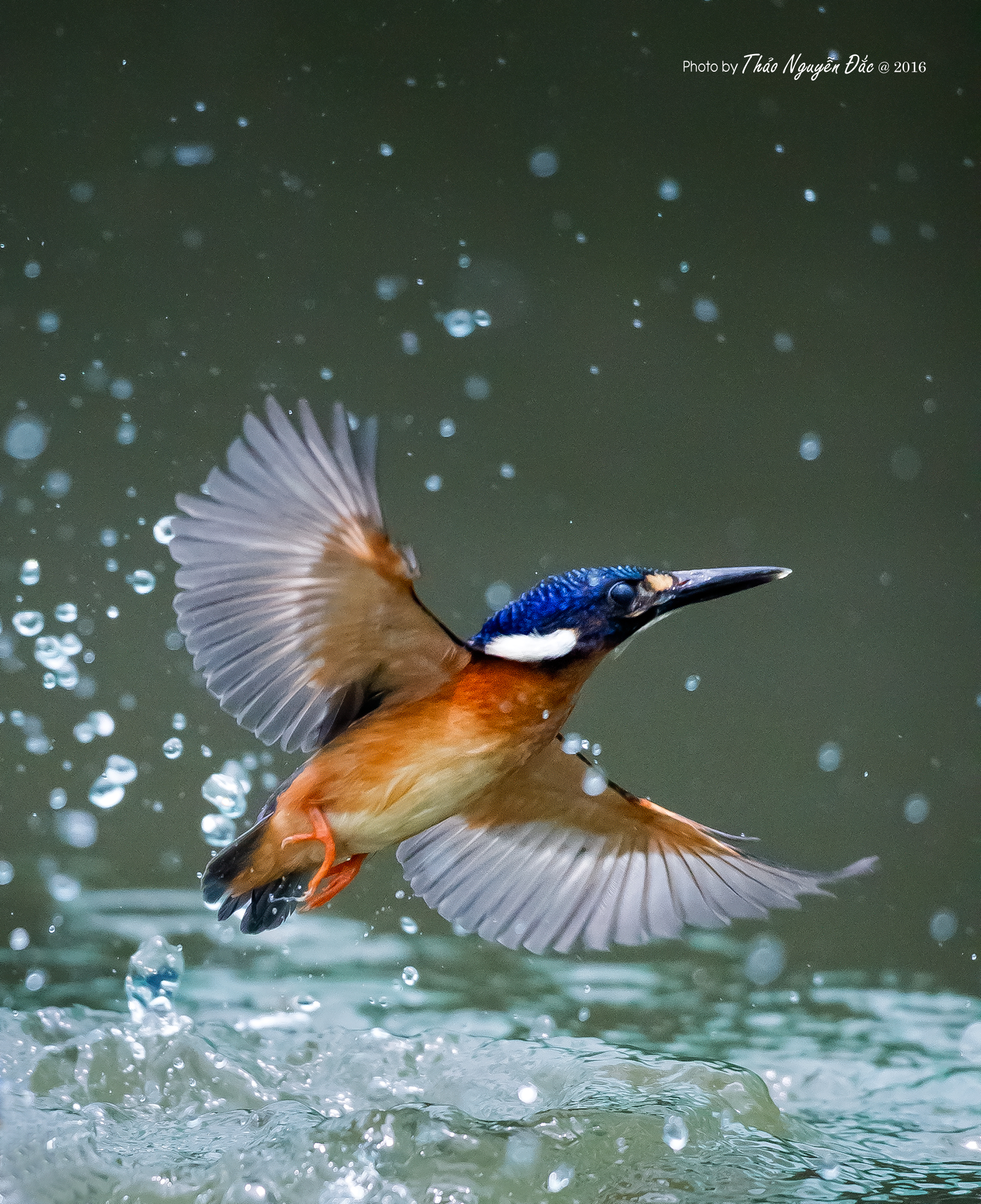
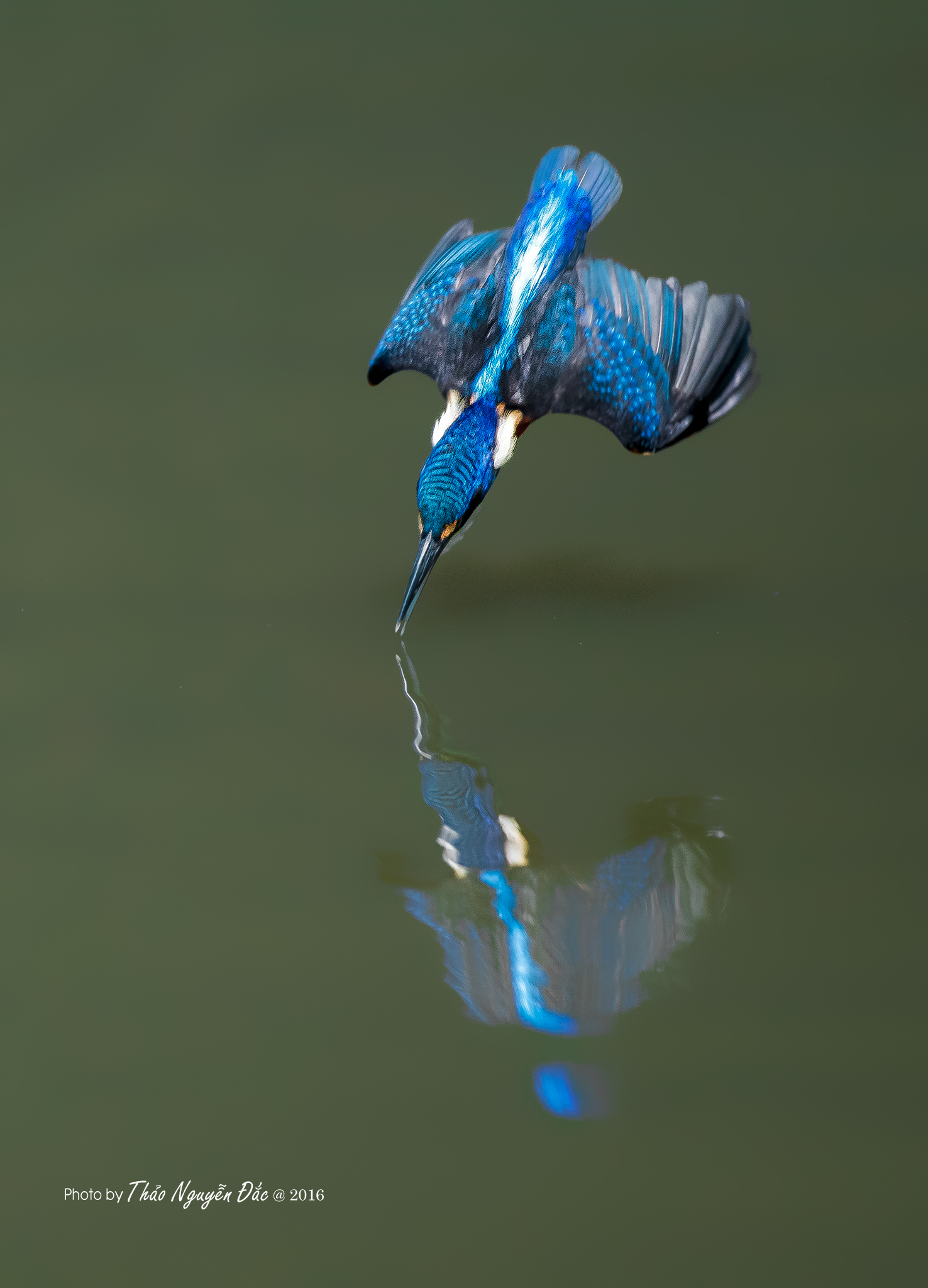
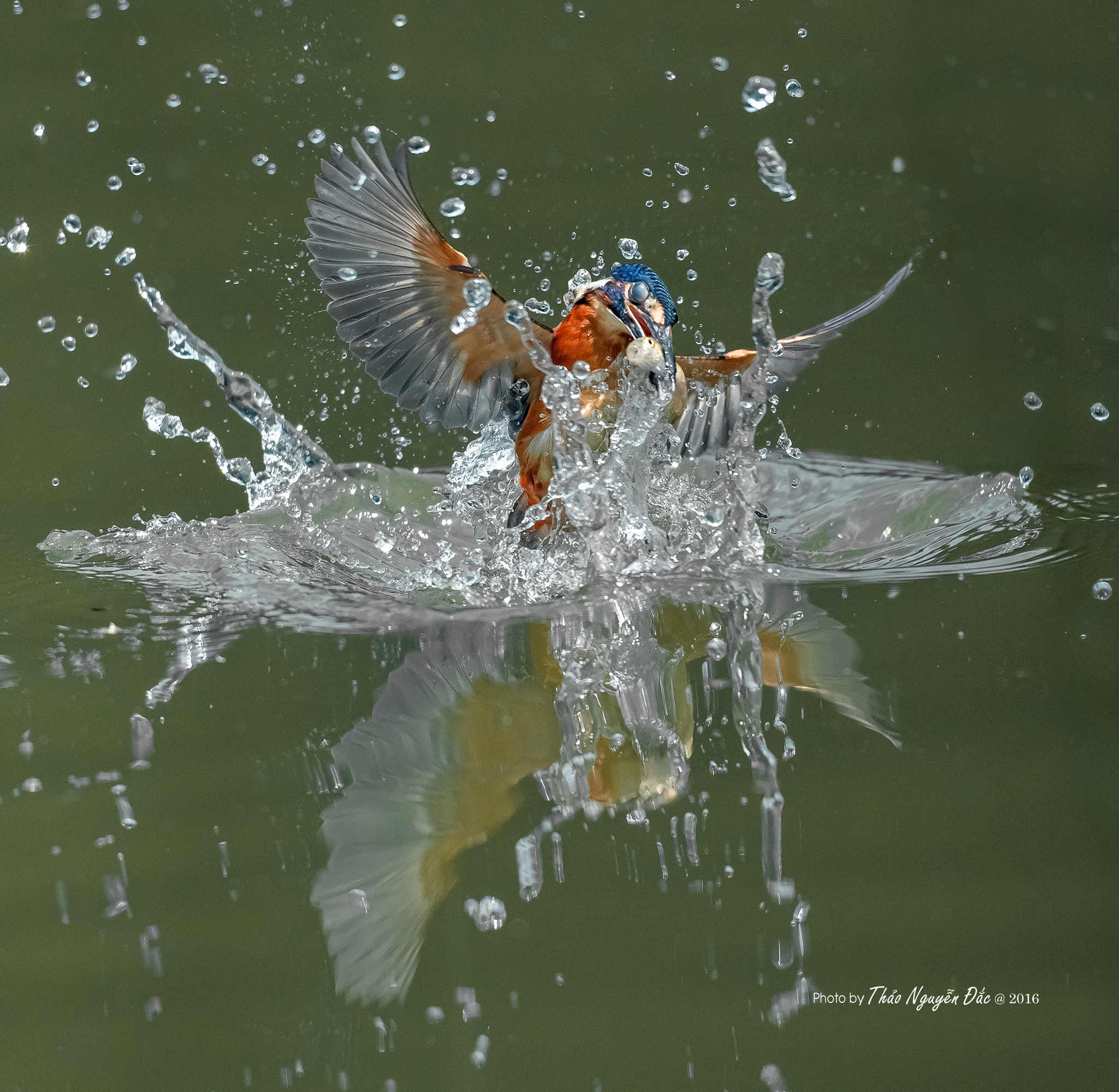
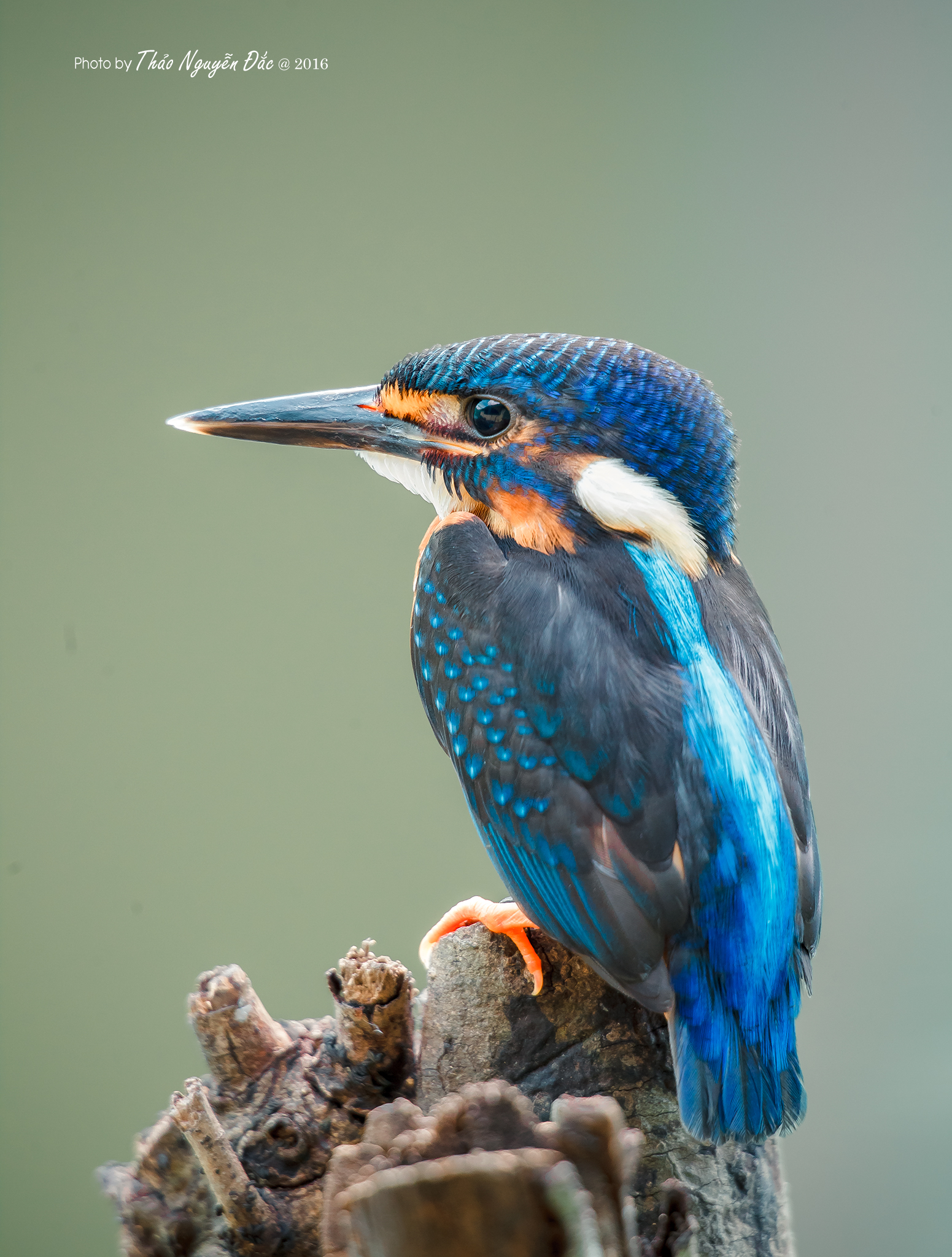
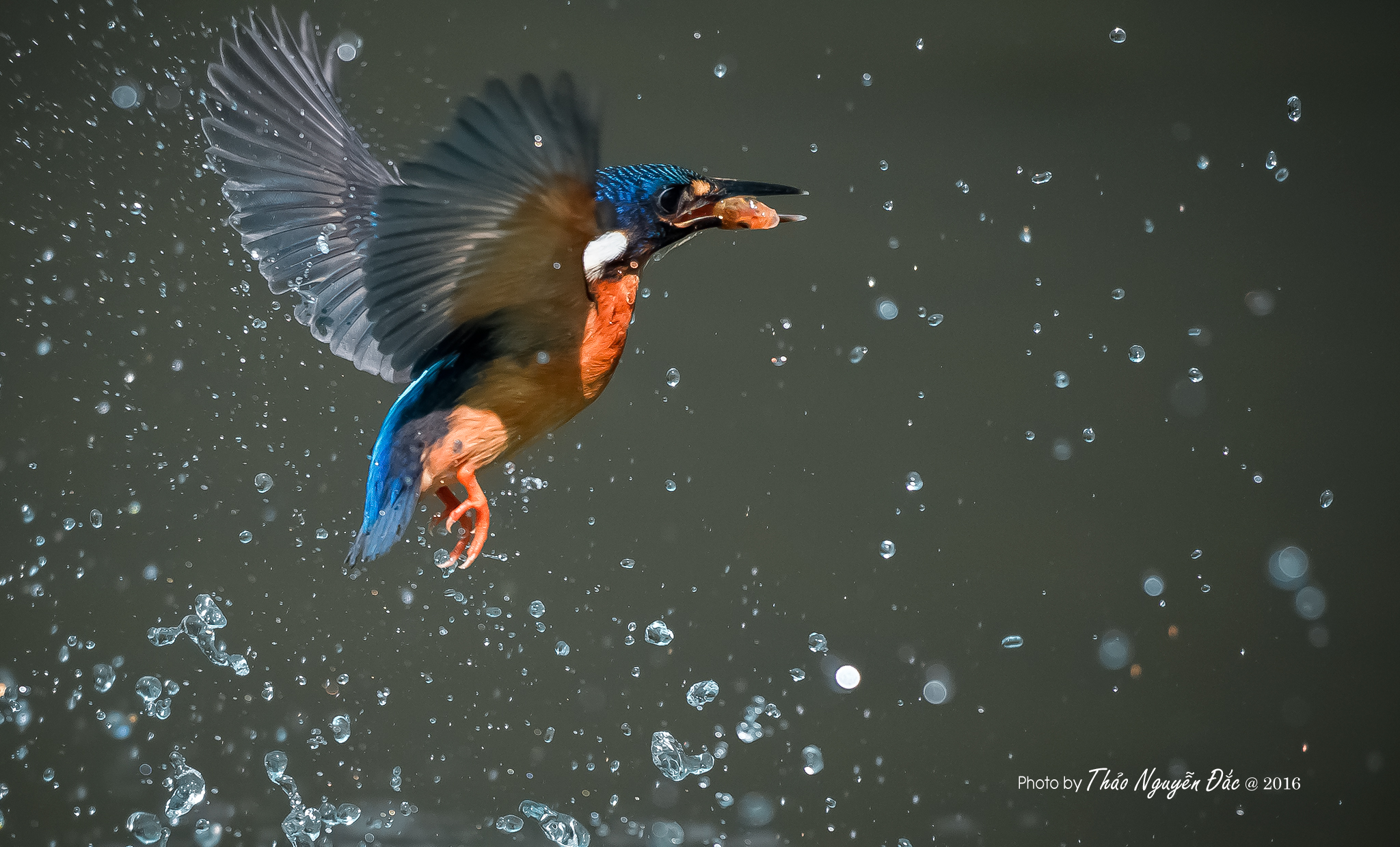
Tem Việt Nam có hình Bồng chanh.